# رابرت کیکویچ
رابرت کیکویچ (انگلیسی: Robert Kekewich؛ ۱۷ ژوئن ۱۸۵۴ – ۵ نوامبر ۱۹۱۴ (۶۰ ساله)) فرد نظامی اهل پادشاهی متحد بریتانیای کبیر و ایرلند بود. وی همچنین برندهٔ جوایزی همچون نشان حمام شده‌است.